# Frohmuhl
Frohmuhl (Frohmühl in tedesco) è un comune francese di 189 abitanti situato nel dipartimento del Basso Reno nella regione del Grand Est.

## Società

### Evoluzione demografica
Abitanti censiti